# The Shooter – Ein Leben für den Tod
The Shooter – Ein Leben für den Tod (Originaltitel: The Shooter, später Hidden Assassin) ist ein US-amerikanischer Actionthriller aus dem Jahr 1995. Unter der Regie von Ted Kotcheff sind Dolph Lundgren und Maruschka Detmers in den Hauptrollen zu sehen.
CIA-Agent Michael wird beauftragt, den Mord an einem Diplomaten aufzuklären. Im Visier ist die vermutliche Attentäterin Simone, die er innerhalb von 48 Stunden finden muss. Dann soll der nächste Anschlag stattfinden.

## Synchronisation
| Charakter      | Darsteller        | Synchronsprecher   |
| -------------- | ----------------- | ------------------ |
| Michael Dane   | Dolph Lundgren    | Manfred Lehmann    |
| Simone Rosset  | Maruschka Detmers | Andrea Aust        |
| Marta          | Assumpta Serna    | Franziska Pigulla  |
| Dick Powell    | Gavan O’Herlihy   | Jan Spitzer        |
| Alex Reed      | John Ashton       | Klaus Sonnenschein |
| Alberto Torena | Simón Andreu      | Thomas Wolff       |

## Kritik
„Was als spannender Politthriller beginnt, verliert sich rasch in den Niederungen eines vorhersehbaren Actionfilms, der die Stärke seines Stoffes ebensowenig zu nutzen versteht wie das Potential seiner Darsteller.“

Die Programmzeitschrift TV Spielfilm attestiert dem Film eine „idiotische Story“ und spricht von „Nonsens pur“.